# 黃家瑞
黃家瑞（1605年—1645年），字禎臻，號如千，山東濟寧府滕縣人，明朝、南明政治人物。

## 生平
黃家瑞是萬曆十一年進士黃中色的孫子、萬曆三十七年舉人黃昌年的兒子。天啟七年（1627年）中舉人，崇禎七年（1634年）登進士，户部觀政，本年六月授山西汾陽知縣，九年丁憂，十一年補任良鄉知縣，此後歷官祠祭主事、員外郎，外任山西冀宁道佥事，改揚州衛僉事。不久，因為抵禦流寇有功擢任僉都御史，督理淮揚鹽法與軍餉。南京失陷，他和沈猶龍、周蘭、崔騰鯉、眭明永、陳子龍、李待問、王雄、章簡等人募招義士數千人起兵支援吳志葵及黃蜚。隆武帝召任大理右少卿，松江淪陷後在浦口投水自殺。年四十一歲。

## 著作
著有《清（jiào）居藏稿》、《见月草堂小题》、《茹齑轩诗稿》、《良著年来纪闻》、《督扬疏草》。

## 家族
曾祖黄希孟，封文林郎知县；祖黄中色，文选司员外郎、崇祀名宦；父黄昌年，己酉举人。母张氏，御史张鸣鹤的女儿。叔父黄世清，同科進士。
家瑞子黄兰森，康熙十五年丙辰進士。

## 引用
1. 1 2  錢海岳《南明史·卷四十六·列傳第二十二》：家瑞，字禎臻，滕縣人。崇禎七年進士，授汾陽知縣。調良鄉，歷祠祭主事、員外郎，出為揚州僉事。
2. ↑  道光《滕縣志·卷二》：天啟七年丁卯（舉人）……黃家瑞 書，昌年子、中色孫
3. ↑  《明清史料》卷冊：辛07　頁次：663：崇祯十五年二月六日，原任河南按察司僉事畢拱辰改補山西按察司僉事分巡冀寧道，頂黃家瑞任，員缺移咨請敕合具揭帖赴內府翰林院，請寫敕書施行。
4. ↑  《崇祯七年甲戌科进士三代履历便览》：黄家瑞，曾祖希孟，封文林郎知县；祖中色，文选司员外郎、崇祀名宦；父昌年，己酉举人。如千，书三房，戊申年八月十三日生，兖州府滕县人，丁卯乡试，会八十五名，三甲三十名，户部观政，六月授山西汾阳知县，丙子丁忧，戊寅补良乡知县，庚辰升祠祭司主事。辛巳升儀制司员外，九月升山西佥事冀宁道。
5. ↑  錢海岳《南明史·卷四十六·列傳第二十二》：南京亡，（沈）猶龍斥私資五千金，與黃家端、周蘭、崔騰鯉、眭明永、陳子龍、李待問、王雄、章簡等募士數千，……與吳志葵、黃蜚合勢。……以卻寇功，擢僉都御史，督理淮揚鹽法軍餉。紹宗立，召大理右少卿。嵩江陷，轉展至浦口，赴水死。